# Винь (аэропорт)
Аэропорт Винь (вьет. Sân bay Vinh, ИАТА: VII, ИКАО: VVVH) — вьетнамский коммерческий аэропорт, расположенный в городе Винь (провинция Нгеан).
Является аэропортом совместного базирования и наряду с ханойским аэропортом Зялам одной из крупнейших военных авиабаз в стране.

## История
Аэропорт был построен в 1937 году французскими властями.
В 2001—2003 была проведена реконструкция, взлётно-посадочная полоса была увеличена до 2400×45 метров. Аэропорт получил возможность принимать самолёты Airbus A320/A321 и аналогичные.

### Статистика пассажиропотока
Пассажиропоток стабильно и быстро рос; в 2015—2019 годах он увеличивался в среднем на 15 % в год, и в 2022 году превысил 2,6 миллиона, что примерно соответствует проектной мощности 2,75-3 миллиона пассажиров в год.
| Год  | Пассажиров  |
| ---- | ----------- |
| 2010 | 276,612     |
| 2012 | 635,000 ▲   |
| 2013 | 917,000 ▲   |
| 2014 | 1,220,000 ▲ |

### Инциденты
3 июля 2023 года, в 9:33 утра, капитан готовящегося к взлёту рейса VN1261 обнаружил в начале полосу 17 отслоившиеся куски асфальтобетона. При обследовании был обнаружен повреждённый участок площадью 41,6 м2 (5,2 × 8 м). По оценке Корпорации аэропортов Вьетнама (ACV) инцидент получил уровень C — угроза безопасности, требующая временного закрытия аэропорта. Взлётно-посадочная полоса была закрыта на ремонт почти на сутки, 21 рейс был отменен. Позже ACV установила, что взлётно-посадочная полоса приблизилась к концу срока эксплуатации, имеет многочисленные дефекты и в целом пришла в негодность, и направила в Министерство транспорта план реконструкции. По плану, новая полоса будет укладываться после Тета 2025 года, в течение весны и лета, когда пассажиров меньше.